# Ehretia trachyphylla
Ehretia trachyphylla là loài thực vật có hoa trong họ Ehretiaceae. Loài này được C.H.Wright mô tả khoa học đầu tiên năm 1907.